# Carpotroche grandiflora
Carpotroche grandiflora,  nombre común:  
“tablón – Achotillo crespo – Chaulmugra”   (García Barriga, H. 1992)

## Descripción
Es un arbusto de más o menos 4 m de alto, con tallos blanquecinos.
Presenta hojas simples, de pecíolo corto, cartáceas, de borde dentado, ápice acuminado y presenta estípula.
Las flores masculinas se presentan en racimos axilares y las flores femeninas son solitarias y axilares. Los frutos son en cápsula dehiscente.  (García Barriga, H. 1992)

## Usos
Del fruto se extrae el aceite de chaulmugra empleado en las llagas y afecciones epidérmicas.
El aceite se usa para el tratamiento de la lepra. (García Barriga, H. 1992)

## Taxonomía
Carpotroche grandiflora fue descrita por Spruce ex Benth. y publicado en Journal of the Proceedings of the Linnean Society 5(Suppl. 2): 81. 1861.
Sinonimia
- Carpotroche amazonica Mart. ex Eichler
- Mayna amazonica (Mart. ex Eichler) J.F.Macbr.
- Mayna grandiflora (Spruce ex Benth.) R.E.Schult.
- Mayna tóxica R.E. Schult.[2]